# Mastostethus brasiliensis
Mastostethus brasiliensis is een keversoort uit de familie halstandhaantjes (Megalopodidae). De wetenschappelijke naam van de soort werd in 1949 gepubliceerd door Papp.